# Hōjō Tokimasa
En aquest nom japonès, el cognom és Hōjō.
Hōjō Tokimasa (北條 時政, 1138-1215) fou el primer shikken (regent) Hōjō del Kamakura bakufu i el cap del clan Hōjō. Fou shikken des de la mort de Minamoto no Yoritomo en 1199 fins a la seua abdicació en 1205.